# آماره بسنده
آمارهٔ بسنده (به انگلیسی: Sufficient Statistic)
برای یک پارامتر، آماره‌ای است از داده که تمام اطلاعات موردنیاز برای تخمین آن پارامتر را دربر دارد. به بیان دیگر، گوییم {\displaystyle T(\mathbf {x} )} آماره‌ای بسنده‌است اگر دانستن آن ما را از داشتن تمام نمونه‌ها برای تخمین پارامترهای توزیع نمونه‌ها بی‌نیاز سازد. به عنوان مثال، در تخمین میانگین نمونه‌های {\displaystyle X_{1},\ldots ,X_{n}} که براساس توزیع نرمال با میانگین {\displaystyle \mu } و واریانس واحد توزیع شده‌اند، آمارهٔ زیر یک آمارهٔ بسنده‌است:
{\displaystyle T=\sum _{i=1}^{n}X_{i}}

## تعریف ریاضی
تعریف دقیق ریاضی آماره بسنده به صورت زیر است:
آماره {\displaystyle T(\mathbf {X} )} یک آماره بسنده برای {\displaystyle \theta } است اگر توزیع نمونه {\displaystyle X} به شرط {\displaystyle T(\mathbf {X} )}  به {\displaystyle \theta } بستگی نداشته‌باشد.

## روش محاسبه
یافتن آمارهٔ بسنده با استفاده از تعریف آن غالباً مشکل است. برای محاسبه آماره بسنده معمولاً از قضیه فاکتورگیری استفاده می‌شود:
فرض کنید {\displaystyle f(\mathbf {x} |\theta )} یک تابع چگالی احتمال برای نمونه {\displaystyle \mathbf {X} } باشد. آماره {\displaystyle T(\mathbf {x} )} یک آماره بسنده برای پارامتر {\displaystyle \theta } است اگر و تنها اگر توابع {\displaystyle g(t|\theta )} و {\displaystyle h(\mathbf {x} )} وجود داشته‌باشند به صورتی که برای همه مقادیر {\displaystyle \mathbf {X} } و {\displaystyle \theta } داشته باشیم:
{\displaystyle f(\mathbf {x} |\theta )=g(T(\mathbf {x} |\theta ))h(\mathbf {x} )}